# Arán de las Casas
Arán Andrés de las Casas Medina (Caracas, 17 de marzo de 1989) es un cantante, actor, modelo y baterista venezolano.

## Biografía
Los padres de Áran son César De Las Casas y Ana Nicole Medina (fallecida el 1 de agosto de 2014). A temprana edad desarrolló una gran pasión por la música y deportes extremos. Aprendió a tocar la batería a los 7 años. Cuando entró a la escuela, formó una banda llamada AFM con un grupo de amigos y participaron en varias competencias de bandas de música y en el Festival Nuevas Bandas.
Comenzó su carrera de actuación en 2006 participando en el show de televisión Full Gente Nueva producido por Venevisión. 
En 2007, fue parte del elenco principal de la telenovela juvenil Somos tú y yo. Debido al éxito del show, se creó una segunda temporada y estuvo en ella, y una tercera temporada consecutiva titulada Somos tú y yo: un nuevo día. Por participar en la serie, Áran ganó un premio durante El Mara Internacional en la categoría Mejor Actor Juvenil en 2009.
En 2012 tiene una participación estelar en la telenovela Válgame Dios de Venevisión. En 2014 participa en la readaptación de Juana, la Virgen, La virgen de la calle, realizada por RCTV Producciones, Televisa y RTI. Durante los siguientes años se dedica a su carrera musical.
En mayo de 2023 regresa a la actuación, tras integrarse a la serie Dramáticas, un producción conjunta entre Hispanomedios y Venevisión.
En noviembre del mismo año gana la Orquídea de Doble Diamante en el Festival De La Orquídea; desde Maracaibo.

## Carrera musical

### Sencillos
- El Rock & Roll de Aran
- This is one
- Más allá
- Mía
- Noche Loca
- Tus besos
- Tu eres mi amor
- Ven ven
- Me Gusta
- Lejos
- Una Vez Más
- Vnzla
- Cherry
- Pecar contigo
- Estaré para ti
- Calor
- Torpe
- Se va
- Niña mala
- Todo cambio Ft. Gustavo Elis
- Podemos ser más Ft. Los Cadillac's
- Sueltate
- Tú vas a volver
- Ke nivel
- Esa niña
- Ke nivel remix
- Tu vas a volver
- 7p
- Mi favorita

## Filmografía
| Año       | Título                      | Personaje           |                       |
| --------- | --------------------------- | ------------------- | --------------------- |
| 2007—2008 | Somos tu y yo               | Arán Gutiérrez      | Antagonista principal |
| 2009      | Somos tu y yo, un nuevo día | Arán Gutiérrez      | Antagonista principal |
| 2012      | Válgame Dios                | Héctor Zubizarrieta | Actuación estelar     |
| 2014      | La virgen de la calle       | Willy               | Actuación estelar     |
| 2023      | Dramáticas                  | Adrián Perdomo      | Actuación estelar     |

#### Otros
- 2011: Bailando con las estrellas - Participante

## Vida personal
Está casado con la cantante y actriz Rosmeri Marval desde 1 de octubre de 2016 por lo civil, y el 8 de octubre en una ceremonia eclesiástica celebrada en la Isla de Margarita. 
Además ha sido vinculado con el oficialismo en su país Venezuela
Es padre de dos hijos. El 30 de mayo de 2019 dio a luz a su primer hijo llamado Ian Gael de las Casas Marval. El 23 de junio de 2022 tienen una hija llamada Arantza Andrea.